# Szikra megállóhely
Szikra megállóhely egy Bács-Kiskun vármegyei vasúti megállóhely Lakitelek településen, a MÁV üzemeltetésében. A megállóhely a belterülettől délre található, a vasút és a 4505-ös út keresztezése közelében.
2018-ban a Magyar Kétfarkú Kutya Párt lakitelki nyári táborának keretében vidám, színes mintázattal kifestette a vasúti megálló épületét. Az üzemeltető vasúttársaság utólagosan jóváhagyta a kifestést, azzal az egy kitétellel, hogy a párt logója nem szerepelhet a festményen, azt egyszínű festékkel kell lefesteni.

## Vasútvonalak
A megállóhelyet az alábbi vasútvonalak érintik:
- Kecskemét–Szolnok-vasútvonal

## Kapcsolódó állomások
A megállóhelyhez az alábbi állomások vannak a legközelebb:
- Árpádszállás megállóhely
- Világoshegy megállóhely

## Forgalom
| Járat | Útvonal | Gyakoriság |
| ----- | --- | ---------- |
| S220  | Szolnok – Piroska – Tószeg – Tiszavárkony – Tiszajenő-Vezseny – Tiszajenő alsó – Óbög – Újbög – Tiszakécske – Kerekdomb – Lakitelek – Árpádszállás – Szikra – Világoshegy – Nyárjas – Nyárlőrinc alsó – Nyárlőrinc – Nyárlőrinci szőlők – Kisfái – Alsóúrrét – Kecskemét | 2 óránként |